# 南部町立南部中学校 (鳥取県)
南部町立南部中学校（なんぶちょうりつ なんぶちゅうがっこう）は、鳥取県西伯郡南部町にある公立中学校。

## 概要
- 校区は、会見小学校、会見第二小学校の通学区域となっている。

## 沿革
- 1947年（昭和22年）4月 - 手間村・賀野村・幡郷村組合立南部中学校として設立。
  - 手間村・賀野村はのちの会見町。幡郷村はのちの岸本町、現・伯耆町
- 1955年（昭和30年）4月25日 - 会見町・岸本町組合立南部中学校に改称。
- 1957年（昭和32年）4月1日 - 組合解散により、会見町立南部中学校に改称。岸本町坂長・岩屋谷地区を岸本町立大幡中学校[2]の校区に編入。
- 2004年（平成16年）10月1日 - 南部町立南部中学校に改称。

## 部活動

### 運動部
- 野球部
- バスケットボール部
- 卓球部
- ソフトボール部
- 剣道部

### 文化部
- 美術部
- 吹奏楽部